# 锅炉金属腐蚀
锅炉金属腐蚀包括锅炉给水系统的腐蚀和锅炉本体的腐蚀两方面。对于小容量低压锅炉，蒸汽系统的腐蚀比较少见。常见的腐蚀，如苛性脆化等。